# Halime Yıldız
Halime Yıldız (* 10. September 1980) ist eine türkische Badmintonspielerin, die im Parabadminton in der Startklasse SL3 an den Start geht und eine Weltmeisterschaft-Bronzemedaille errang.

## Karriere
Bei der Weltmeisterschaft 2019 in Basel gewann Yıldız alle drei Einzel-Gruppenspiele – gegen die Nigerianerin Gift Ijeoma Chukwuemeka,  die Thailänderin Henpraiwan Darunee und die Französin Coraline Bergeron. Im Viertelfinale besiegte sie die Russin Wita Wimba mit 21:7, 21:12. Das Halbfinale ging mit 6:21, 16:21 gegen die Inderin Parul Dalsukhbhai Parmar verloren. Wie Kamtam Wandee aus Thailand erlangte Yıldız somit die Bronzemedaille im Dameneinzel.
Im Mixedbewerb der Weltmeisterschaft 2019 startete sie mit ihrem Landsmann İlker Tuzcu. Das erste Spiel gewannen die beiden gegen die Brasilianer Eduardo Oliveira und Abinaecia Maria Da Silva. Das zweite Spiel ging gegen das indische Duo Raj Kumar und Parul Dalsukhbhai Parmar verloren. Das dritte Gruppenspiel wurde wieder gewonnen, gegen das ugandische Duo Paddy Kizza Kasirye/Elizabeth Mwesigwa. Im Achtelfinale verloren Tuzcu und Yıldız gegen die Indonesier Fredy Setiawan und Khalimatus Sadiyah Sukohandoko.
Ihr bis dato letztes Turnier war das Spanish Para Badminton International 2021 vom 11. bis zum 16. Mai 2021, das in Cartagena ausgetragen wurde. Dort besiegte Yıldız in der Gruppenphase Elizabeth Mwesigwa und die Französin Catherine Naudin. Im Halbfinale verlor sie gegen die Nigerianerin Mariam Eniola Bolaji mit 16:21, 15:21. Das Doppel bestritt sie mit ihrer Landsfrau Zehra Baglar. In der Gruppenphase gewannen sie gegen die Ukrainerinnen Oksana Kosyna/Iwanna Redka sowie Mary Margaret Wilson (Schottland)/Jelena Schurawskaja (Russland). Im Viertelfinale besiegten die beiden Türkinnen Emona Iwanowa (Bulgarien)/Kamilla Malak (Polen) mit 21:10, 21:11. Das Halbfinale wurde mit 21:11, 21:16 gegen Coraline Bergeron (Frankreich)/Anna Puschkarewskaja (Russland) gewonnen. Im Finale unterlagen sie Lenaig Morin und Faustine Noel aus Frankreich mit 13:21, 13:21.
Im Mixed spielte sie wie bei der Weltmeisterschaft zuvor mit İlker Tuzcu. Das erste Gruppenspiel gewannen sie gegen die Russen Ilja Antonenko und Anna Puschkarewskaja, das zweite gegen Tommaso Libertini (Italien)/Jelena Schurawskaja (Russland). Im dritten Gruppenspiel verloren sie gegen den Russen Pawel Kulikow, der mit der Französin Lenaig Morin spielte. Im Achtelfinale besiegten sie die Polen Denis Grzesiuk und Kamilla Malak mit 21:11, 21:10. Das Viertelfinale ging gegen Lucas Mazur/Faustine Noel mit 3:21, 8:21 verloren.